# Jàpige
Jàpige va ser un heroi que va donar nom a l'estirp d'un poble situat a la Itàlia meridional, anomenats Iapigis.
Hi ha diverses versions del mite però potser el més conegut és la que el fa originari de Creta, fill de Dèdal i d'una dona de l'illa i germà d'Ícar. Després dels fets que van desencadenar la mort de Minos, rei de Creta, en ser ell el cap dels cretencs, es va veure obligat a fugir. Primer va arribar a Sicília i després va decidir seguir navegant fins que una forta tempesta va arrossegar fins a la regió Tàrent on va fundar el poble dels iapigis.
Hi ha altres versions que el fan fill de Licàon i germà de Daune i Peuceci. Una altra explicació de l'origen del poble dels iapigis ens diu que Jàpige, un cretenc, germà d'Icadi va arribar a la Itàlia meridional mentre el seu germà va ser conduït per un dofí fins al peu del Parnàs, on va fundar Delfos.